# Himantoglossum agiasense
Himantoglossum agiasense là một loài thực vật có hoa trong họ Lan. Loài này được (Karatzas) ined. mô tả khoa học đầu tiên.